# Col des Fans
Le col des Fans est un col de montagne situé dans le Massif central, en France. À une altitude de 758 mètres, il se trouve dans le département de l'Ardèche.